# اسماعیل زرعی
اسماعیل زرعی (۱۳۳۷ در کرمانشاه -)، داستان‌نویس، شاعر و پژوهشگر ادبی اهل ایران است. وی در سال ۱۳۹۳ موفق به دریافت جایزهٔ ادبی صادق هدایت برای داستان کوتاه «جهنم به انتخاب خودم» شد.

## زندگی
اسماعیل زرعی در سال ۱۳۳۷ در کرمانشاه به دنیا آمد. تحصیلات خود را در این شهر به پایان رساند. سپس به عنوان معلم در شهرهای اصفهان، شیراز و کرمانشاه به فعالیت پرداخت. او اکنون بازنشسته آموزش و پرورش است.

## سبک نگارش
رئالیسم و پست مدرنیسم. زرعی ضمن غفلت نکردن از رئالیسم به مدرنیسم و پسامدرنیسم رسیده‌است.

## آثار

### مجموعه‌داستان
- سفر در غبار، بی جا: اسماعیل زرعی، ۱۳۷۰.
- کمی از کابوس‌های من، تهران: یزدان‌ستا، ۱۳۸۶.
- نوشته‌هایی که هرگز خوانده نشد، تهران: آشنایی، چاپ اول: ۱۳۸۹؛ چاپ چهارم: ۱۳۹۴.
- شوهر ایرانی خانم لیزا، تهران: آشنایی، ۱۳۸۹.
- فصل‌ها نمی‌خواهند بروند، تهران: آشنایی، ۱۳۸۹؛ چاپ سوم: ۱۳۹۴.
- نفرین‌شده، تهران: آشنایی، چاپ اول: ۱۳۹۱؛ چاپ سوم: ۱۳۹۳.
- رؤیای برزخی، تهران: سپیدۀ سحر، ۱۳۷۸؛ تهران: مروارید‏‫، ‏‫۱۳۹۹.‬‬
- مجالی برای حضور، تهران: یزدان‌ستا‏‫، ۱۳۸۸.‭‬
- جهنم به انتخاب خودم، تهران: مروارید، ۱۳۹۶.
- خواب‌های غمگین، تهران: آشنایی، ۱۳۹۳.[۳]
- جنگ‌افزارهای معیوب، تهران: آشنایی، ۱۳۹۲.
- یکشنبه‌های داستانی، کرمانشاه: دیباچه‏‫، ‏‫۱۳۹۹.‬‬
- پیامک‌های تاریک، رشت: دوات معاصر، ‏‫۱۳۹۷.‬
- می‌رویم هیزم بچینیم، کرمانشاه: دیباچه‏‫، ۱۴۰۰.‬

### رمان
- راز معبد آفتاب، تهران: آشنایی، چاپ اول: ۱۳۸۹؛ چاپ چهارم ۱۳۹۴.
- روزشمار اموات، تهران: آشنایی، ۱۳۹۳. ویرایش جدید، تهران: آشنایی، ‏‫۱۴۰۰.‬
- شادی‌های شوم، تهران: آشنایی، ۱۳۹۳.
- شادی و شیون، کرمانشاه: دیباچه، چاپ اول: ۱۳۹۸.
- خیال کردم آب است می‌چکد، تهران: مروارید‏‫، ۱۴۰۳.

### شعر
- چه می‌پرسی از سوگواران مجنون (مجموعه شعر)، تهران: آشنایی، ۱۳۹۲.

### پژوهش
- سرزمین قصه‌ها و افسانه‌های عامیانه، کرمانشاه: چشمۀ هنر و دانش: سال ۱۳۸۲.[۴]
  - سرزمین قصه‌ها: مجموعۀ برخی حکایت‌ها و متل‌های کرمانشاهی، گردآورنده و ویراستۀ اسماعیل زرعی، کرمانشاه‬‏‫: چشمۀ هنر و دانش‬‏‫، ۱۳۸۸.‭‬‬
- اف‍س‍ان‍ه‌ه‍ای‌ ع‍ام‍ی‍ان‍ه‌: اف‍س‍ان‍ه‌ه‍ای‍ی‌ درب‍اره‌ی‌ ج‍ن‌، پ‍ری‌، آل‌، و م‍ردآزم‍ا، ک‍رم‍ان‍ش‍اه‌: چ‍ش‍م‍ۀ ه‍ن‍ر و دان‍ش‌، ۱۳۸۲.

### مجموعۀ گروهی
- در انجمن خانم‌های شیک و ۴ داستان دیگر، اسماعیل زرعی به همراه حمید زارعی، میثم نجفی، ابراهیم عظیمی، و محمد شکوهی، تهران: انتشارات خط‌خطی‏‫، ۱۳۹۷.‬
- سایکولوژیست و چند داستان دیگر، اسماعیل زرعی به همراه محمدسعید احمدزاده، مهدی هزاره، امین کیانی، محسن مزخوری، ابراهیم عظیمی، پدرام عظیمی و...، تهران: انتشارات خط‌خطی‏‫، ۱۳۹۸.‬‬

### منتشرنشده
- خاطرات خفتگان کهن، ‏‫تهران: آشنایی‏‫، ۱۳۹۰.‮‬
- همۀ زن‌های زندگی من‬‏‫، تهران: مروارید‏‫، ۱۳۹۹.‮‬

## دربارهٔ اسماعیل زرعی
- کریمی، کیومرث، اسماعیل زرعی در آینۀ آثارش: منتخبی از نقدهایی از برخی آثار اسماعیل زرعی، کرمانشاه: طاق‌بستان‏‫، ۱۳۹۷.‭‬‬

## جوایز
- جایزه ادبی صادق هدایت برای نوشتن داستان کوتاه جهنم به انتخاب خودم در سال ۱۳۹۳، ۲۸ بهمن سال ۱۳۹۳. این داستان هم‌چنین در دوره جدید مجله «بررسی کتاب» شماره ۸۱ بهار ۱۳۹۴ زیر نظر مجید روشنگر، نویسنده، مترجم و پژوهشگر ایرانی مقیم آمریکا چاپ و منتشر شده‌است.[۲]